# Пацаловский, Виталий Владимирович
Виталий Владимирович Пацаловский (укр. Віталій Володимирович Пацаловський; 6 февраля 1993, Чернигов — 9 мая 2024, Донецкая область) — украинский военнослужащий, солдат, участник российско-украинской войны. Герой Украины (2025, посмертно).

## Биография
Виталий Пацаловский родился 6 февраля 1993 года в городе Чернигов. Закончил среднюю школу №28 и профессиональное училище №6 в родном городе.
С началом полномасштабного российского вторжения в Украину в 2022 году вступил в ряды Вооружённых сил Украины. Погиб 9 мая 2024 года во время выполнения боевого задания в Донецкой области.
Похоронен на Яцевском кладбище в Чернигове.

## Награды
- Звание «Герой Украины» с удостоением ордена «Золотая Звезда» (21 февраля 2025, посмертно) — за личное мужество и героизм, проявленные в защите государственного суверенитета и территориальной целостности Украины, верность военной присяге[1].